# Christiaan Ernst van Saksen-Coburg-Saalfeld
Christiaan Ernst van Saksen-Coburg-Gotha (Saalfeld, 18 augustus 1683 - aldaar, 4 september 1745) was van 1729 tot 1735 hertog van Saksen-Saalfeld en van 1735 tot aan zijn dood hertog van Saksen-Coburg-Saalfeld. Hij behoorde tot de Ernestijnse linie van het huis Wettin.

## Levensloop
Christiaan Ernst was de oudste zoon van hertog Johan Ernst van Saksen-Saalfeld en diens eerste echtgenote Sophia Hedwig, dochter van hertog Christiaan I van Saksen-Merseburg.
Zeer tegen de zin van zijn vader en zijn halfbroer Frans Jozias sloot hij op 18 augustus 1724 een morganatisch huwelijk met Christiane Friederike von Koß (1686-1743). Uiteindelijk ging zijn vader Johan Ernst akkoord met de verbintenis, terwijl Christiaan Ernsts halfbroer Frans Jozias zijn erfrechten betwistte. In oktober 1724 bepaalde Johan Ernst in zijn testament dat Christiaan Ernst en Frans Jozias Saksen-Saalfeld na zijn dood moesten besturen en dat het hertogdom ondeelbaar was. Na de dood van Johan Ernst in 1729 werd dit in daad omgezet. Christiaan Ernst ging resideren in Saalfeld, Frans Jozias in Coburg. Als oudste zoon had Christiaan Ernst de leiding over de regeringszaken.
Als hertog van Saksen-Saalfeld nam hij deel aan de erfstrijd die ontstaan was na de overlijdens van hertog Albrecht van Saksen-Coburg, Hendrik van Saksen-Römhild en Christiaan van Saksen-Eisenberg. Toen deze erfstrijd in 1735 ten einde kwam, bemachtigden Christiaan Ernst en Frans Jozias definitief de ambten Coburg, Rodach, Mönchröden en de helft van het ambt Neuhaus. Vanaf dan lieten ze zich hertog van Saksen-Coburg-Saalfeld noemen. 
Christiaan Ernst had een zwakke gezondheid, was een aanhanger van het piëtisme en componeerde kerkliederen. Ook onderhield hij een intense briefwisseling en voerde hij lange gesprekken met theoloog Nikolaus von Zinzendorf. In september 1745 stierf hij op 62-jarige leeftijd, zonder nakomelingen na te laten. Zijn halfbroer Frans Jozias volgde hem op.

## Voorouders
| Voorouders van Christiaan Ernst van Saksen-Coburg-Saalfeld | Voorouders van Christiaan Ernst van Saksen-Coburg-Saalfeld                                    | Voorouders van Christiaan Ernst van Saksen-Coburg-Saalfeld                                    | Voorouders van Christiaan Ernst van Saksen-Coburg-Saalfeld                                       | Voorouders van Christiaan Ernst van Saksen-Coburg-Saalfeld                                       | Voorouders van Christiaan Ernst van Saksen-Coburg-Saalfeld                                                          | Voorouders van Christiaan Ernst van Saksen-Coburg-Saalfeld                                                          | Voorouders van Christiaan Ernst van Saksen-Coburg-Saalfeld                                                          | Voorouders van Christiaan Ernst van Saksen-Coburg-Saalfeld                                                          |
| ---------------------------------------------------------- | --------------------------------------------------------------------------------------------- | --------------------------------------------------------------------------------------------- | ------------------------------------------------------------------------------------------------ | ------------------------------------------------------------------------------------------------ | --- | --- | --- | --- |
| Overgrootouders                                            | Johan III van Saksen-Weimar (1570–1605) ∞ Dorothea Maria van Anhalt (1574-1617)               | Johan III van Saksen-Weimar (1570–1605) ∞ Dorothea Maria van Anhalt (1574-1617)               | Johan Filips van Saksen-Altenburg (1597-1639) ∞ Elisabeth van Brunswijk-Wolfenbüttel (1593-1650) | Johan Filips van Saksen-Altenburg (1597-1639) ∞ Elisabeth van Brunswijk-Wolfenbüttel (1593-1650) | Johan George I van Saksen (1585-1656) ∞ Magdalena Sibylle van Pruisen (-)                                           | Johan George I van Saksen (1585-1656) ∞ Magdalena Sibylle van Pruisen (-)                                           | Filips van Sleeswijk-Holstein-Sonderburg-Glücksburg (1584–1663) ∞ Sophia Hedwig van Saksen-Lauenburg (1601-1660)    | Filips van Sleeswijk-Holstein-Sonderburg-Glücksburg (1584–1663) ∞ Sophia Hedwig van Saksen-Lauenburg (1601-1660)    |
| Grootouders                                                | Ernst I van Saksen-Gotha (1601–1675) ∞ 1636 Elisabeth Sophia van Saksen-Altenburg (1619-1680) | Ernst I van Saksen-Gotha (1601–1675) ∞ 1636 Elisabeth Sophia van Saksen-Altenburg (1619-1680) | Ernst I van Saksen-Gotha (1601–1675) ∞ 1636 Elisabeth Sophia van Saksen-Altenburg (1619-1680)    | Ernst I van Saksen-Gotha (1601–1675) ∞ 1636 Elisabeth Sophia van Saksen-Altenburg (1619-1680)    | Christiaan I van Saksen-Merseburg (1615-1691) ∞ Christiana van Sleeswijk-Holstein-Sonderburg-Glücksburg (1634-1701) | Christiaan I van Saksen-Merseburg (1615-1691) ∞ Christiana van Sleeswijk-Holstein-Sonderburg-Glücksburg (1634-1701) | Christiaan I van Saksen-Merseburg (1615-1691) ∞ Christiana van Sleeswijk-Holstein-Sonderburg-Glücksburg (1634-1701) | Christiaan I van Saksen-Merseburg (1615-1691) ∞ Christiana van Sleeswijk-Holstein-Sonderburg-Glücksburg (1634-1701) |
| Ouders                                                     | Johan Ernst van Saksen-Saalfeld (1658–1729 ∞ Sophia Hedwig van Saksen-Merseburg (1660-1686)   | Johan Ernst van Saksen-Saalfeld (1658–1729 ∞ Sophia Hedwig van Saksen-Merseburg (1660-1686)   | Johan Ernst van Saksen-Saalfeld (1658–1729 ∞ Sophia Hedwig van Saksen-Merseburg (1660-1686)      | Johan Ernst van Saksen-Saalfeld (1658–1729 ∞ Sophia Hedwig van Saksen-Merseburg (1660-1686)      | Johan Ernst van Saksen-Saalfeld (1658–1729 ∞ Sophia Hedwig van Saksen-Merseburg (1660-1686)                         | Johan Ernst van Saksen-Saalfeld (1658–1729 ∞ Sophia Hedwig van Saksen-Merseburg (1660-1686)                         | Johan Ernst van Saksen-Saalfeld (1658–1729 ∞ Sophia Hedwig van Saksen-Merseburg (1660-1686)                         | Johan Ernst van Saksen-Saalfeld (1658–1729 ∞ Sophia Hedwig van Saksen-Merseburg (1660-1686)                         |
| Christiaan Ernst van Saksen-Coburg-Saalfeld(1683–1745)     |                                                                                               |                                                                                               |                                                                                                  |                                                                                                  | | | | |